# Distretto di Šemonaiha
Il distretto di Šemonaiha (in kazako: Шемонаиха ауданы) è un distretto (audan) del Kazakistan con  capoluogo Šemonaiha.